# Brevig Mission
Brevig Mission és una població dels Estats Units a l'estat d'Alaska. Segons el cens del 2007 tenia 278 habitants.

## Demografia
Segons el cens del 2000, Brevig Mission tenia 432 habitants, 98 habitatges, i 70 famílies La densitat de població era de 41 habitants/km².
Dels 98 habitatges en un 56,2% hi vivien nens de menys de 18 anys, en un 27,6% hi vivien parelles casades, en un 25% dones solteres, i en un 20,6% no eren unitats familiars. En el 14,7% dels habitatges hi vivien persones soles el 14,7% de les quals corresponia a persones de 65 anys o més que vivien soles. El nombre mitjà de persones vivint en cada habitatge era de 4,41 i el nombre mitjà de persones que vivien en cada família era de 6,18.
Per edats la població es repartia de la següent manera: un 45,3% tenia menys de 18 anys, un 12,3% entre 18 i 24, un 28,6% entre 25 i 44, un 10,1% de 45 a 60 i un 3,6% 65 anys o més.
L'edat mediana era de 20 anys. Per cada 100 dones hi havia 100,5 homes. Per cada 100 dones de 18 o més anys hi havia 118,8 homes.
La renda mediana per habitatge era de 21.875 $ i la renda mediana per família de 16.786 $. Els homes tenien una renda mediana d'11.250 $ mentre que les dones 25.000 $. La renda per capita de la població era de 7.278 $. Aproximadament el 43,3% de les famílies i el 48,4% de la població estaven per davall del llindar de pobresa.

## Poblacions més properes
El següent diagrama mostra les poblacions més properes.